# 昂特雷纳
昂特雷纳（法語：Antrenas）是法国洛泽尔省的一个市镇，属于芒德区（Mende）马尔韦若尔县（Marvejols）。该市镇总面积17.55平方公里，2009年时的人口为318人。

## 人口
昂特雷纳人口变化图示